# Pedetes surdaster
Pedetes surdaster — вид мишоподібних гризунів родини довгоногових (Pedetidae).

## Поширення
Вид поширений в Танзанії та Кенії. Єдиний екземпляр зафіксовано в Уганді поблизу кенійського кордону,

## Опис
Довжина тіла (без хвоста) 35-43 см, довжина хвоста 34-49 см, вага 3-4 кг. Передні ноги дуже короткі, але задні ноги довгі і міцні. Рухається, стрибаючи на задніх лапах, щільно притискаючи передні ноги до грудей. У стрибку сягає до 2 м заввишки. Хутро на спині коричневе, кінець хвоста чорний, живіт майже білий. На передніх ногах кігті довгі та гострі, придатні для риття землі, а на задніх лапах кігті широкі, схожі на копита.